# تئاتر جرالد شونفلد
تئاتر جرالد شونفلد (انگلیسی: Gerald Schoenfeld Theatre) یک سالن تئاتر متعلق به سازمان شوبرت در شهر نیویورک، آمریکا است.
این تئاتر که در سال ۱۹۱۸ تأسیس شده در منطقه تئاتر برادوی قرار دارد و دارای ۱۰۸۰ نفر ظرفیت است.

## نگارخانه

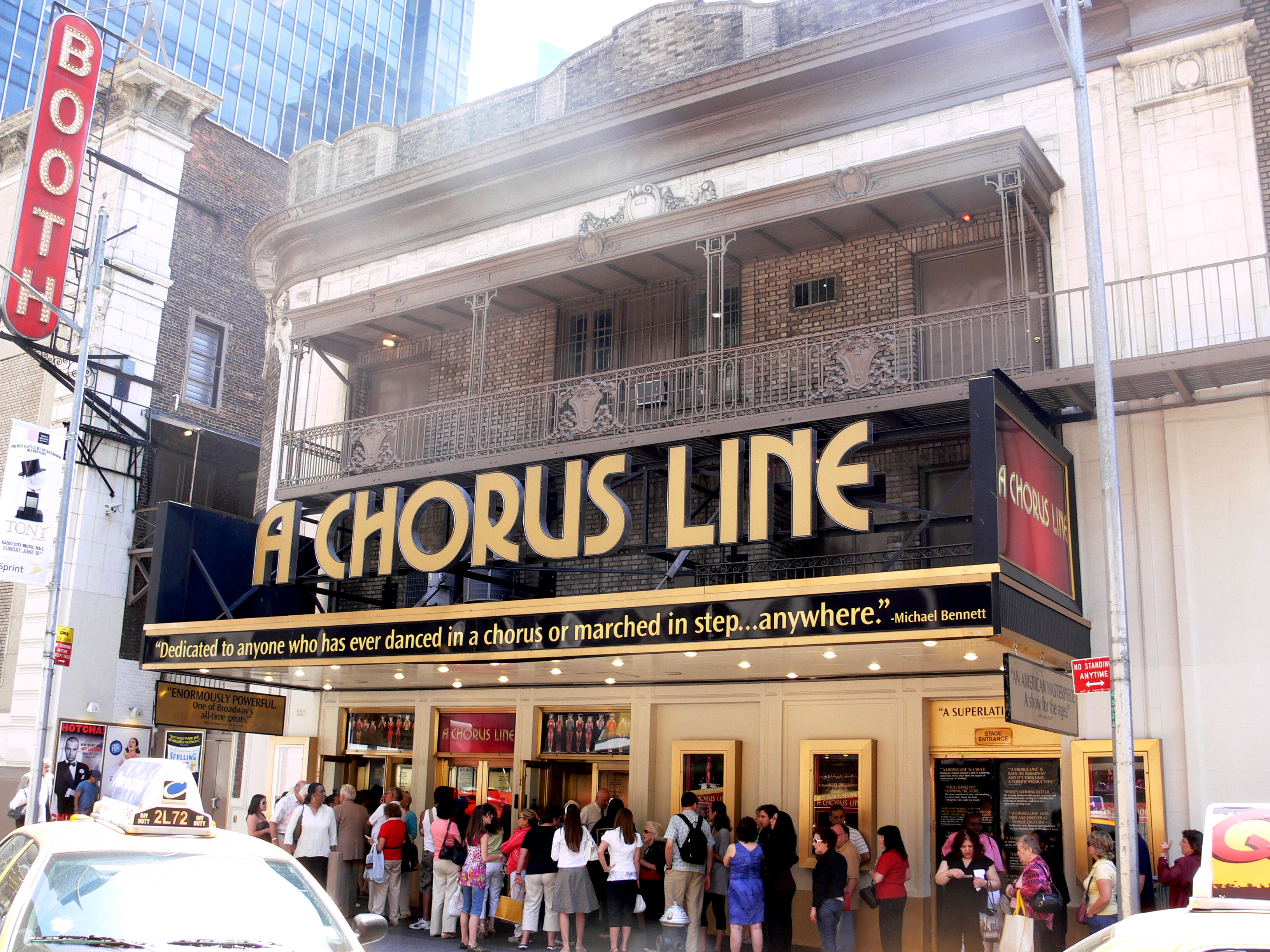
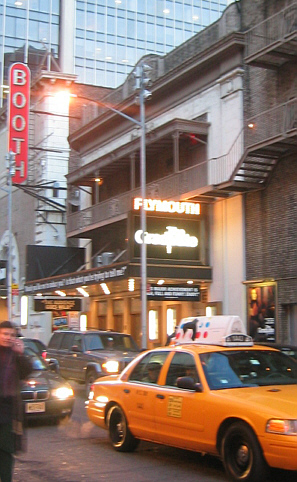